# Khỉ mặt chó

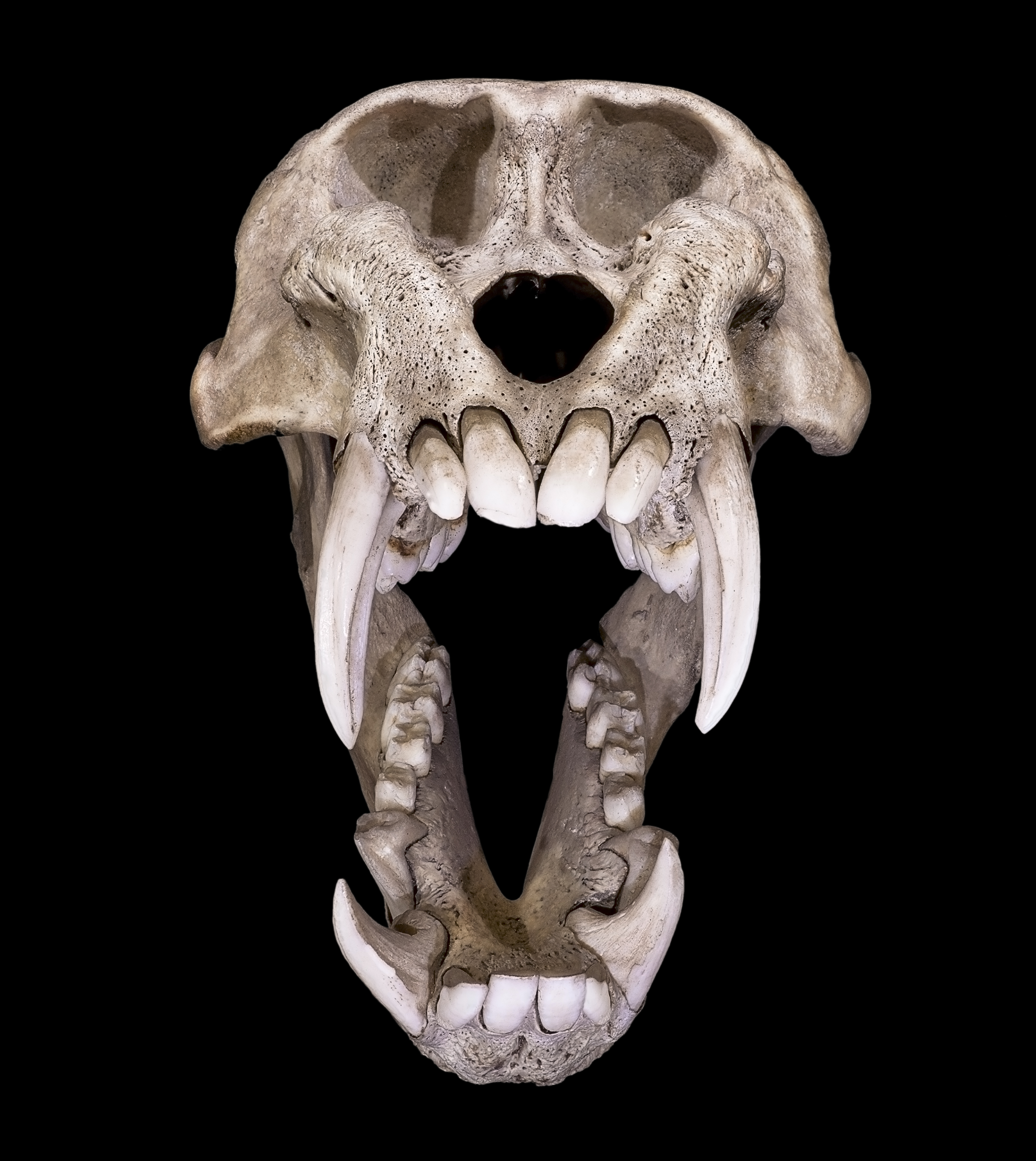
Khỉ mặt chó

Khỉ mặt chó (Mandrillus sphinx) (tiếng Anh: Mandrill) là một loài khỉ cựu thế giới (Cercopithecidae), có liên quan chặt chẽ với khỉ đầu chó và thậm chí chặt chẽ hơn với khỉ mặt chó Tây Phi. Nó được tìm thấy ở miền nam Cameroon, Gabon, Guinea Xích Đạo, và Congo. Khỉ mặt chó chủ yếu sống trong rừng mưa nhiệt đới và khảm rừng thảo nguyên. Chúng sống trong các nhóm được gọi là đám (hordes). Khỉ mặt chó có một chế độ ăn uống ăn tạp bao gồm chủ yếu là các loại trái cây và côn trùng. Mùa giao phối của chúng diễn ra từ tháng sáu đến tháng mười.
Khỉ mặt chó chủ yếu sống trong các khu rừng mưa nhiệt đới nhưng cũng di chuyển qua các trảng cỏ. 
Chúng cũng đã được ghi nhận ở các vùng núi, gần sông và trong ruộng canh tác.Chúng hoạt động vào ban ngày và dành phần lớn thời gian trên mặt đất. Thức ăn ưa thích của chúng là trái cây và hạt, nhưng chúng cũng ăn lá, cùi cây, nấm và động vật từ côn trùng đến linh dương non. 
Một nghiên cứu cho thấy chế độ ăn của khỉ mặt chó bao gồm trái cây (50,7%), hạt (26,0%), lá (8,2%), lõi xốp cây (6,8%), hoa (2,7%) và chất động vật (4,1%). , với các loại thực phẩm khác chiếm 1,4% còn lại.
 Khỉ mặt chó sống trong các đám lớn, ổn định có thể lên tới hàng trăm con. 
Những nhóm lớn này khá ổn định và dường như không phải là sự tập hợp của những nhóm nhỏ hơn. Tại vườn quốc gia Lopé, Gabon, đàn khỉ mặt chó được phát hiện có trung bình 620 cá thể và một số nhóm lớn tới 845 cá thể, khiến chúng có thể là nhóm linh trưởng hoang dã gắn kết lớn nhất. Một nghiên cứu khác ở Lopé đã phát hiện ra rằng một đàn gồm 625 con khỉ mặt chó bao gồm 21 con đực thống trị, 71 con đực kém ưu thế và chưa trưởng thành, 247 con cái trưởng thành và vị thành niên, 200 con non và 86 con non phụ thuộc. Con cái tạo thành cốt lõi của các nhóm này, trong khi con đực trưởng thành sống đơn độc và chỉ đoàn tụ với các nhóm lớn hơn trong mùa sinh sản. Những con đực thống trị có màu sắc rực rỡ nhất, sườn và mông béo nhất, đồng thời thành công nhất trong việc sinh con non.
Khỉ mặt chó được phân loại là dễ bị tổn thương trong Sách đỏ của IUCN. Các mối đe dọa lớn nhất của nó là phá hủy môi trường sống và săn bắt thịt thú rừng. Gabon được coi là thành trì của loài này. Môi trường sống của nó đã giảm ở Cameroon và Guinea Xích Đạo, trong khi phạm vi của nó ở Cộng hòa Congo bị hạn chế.
Khỉ mặt chó shaman Rafiki trong loạt phim Vua sư tử của hãng phim Disney.

## Hình ảnh

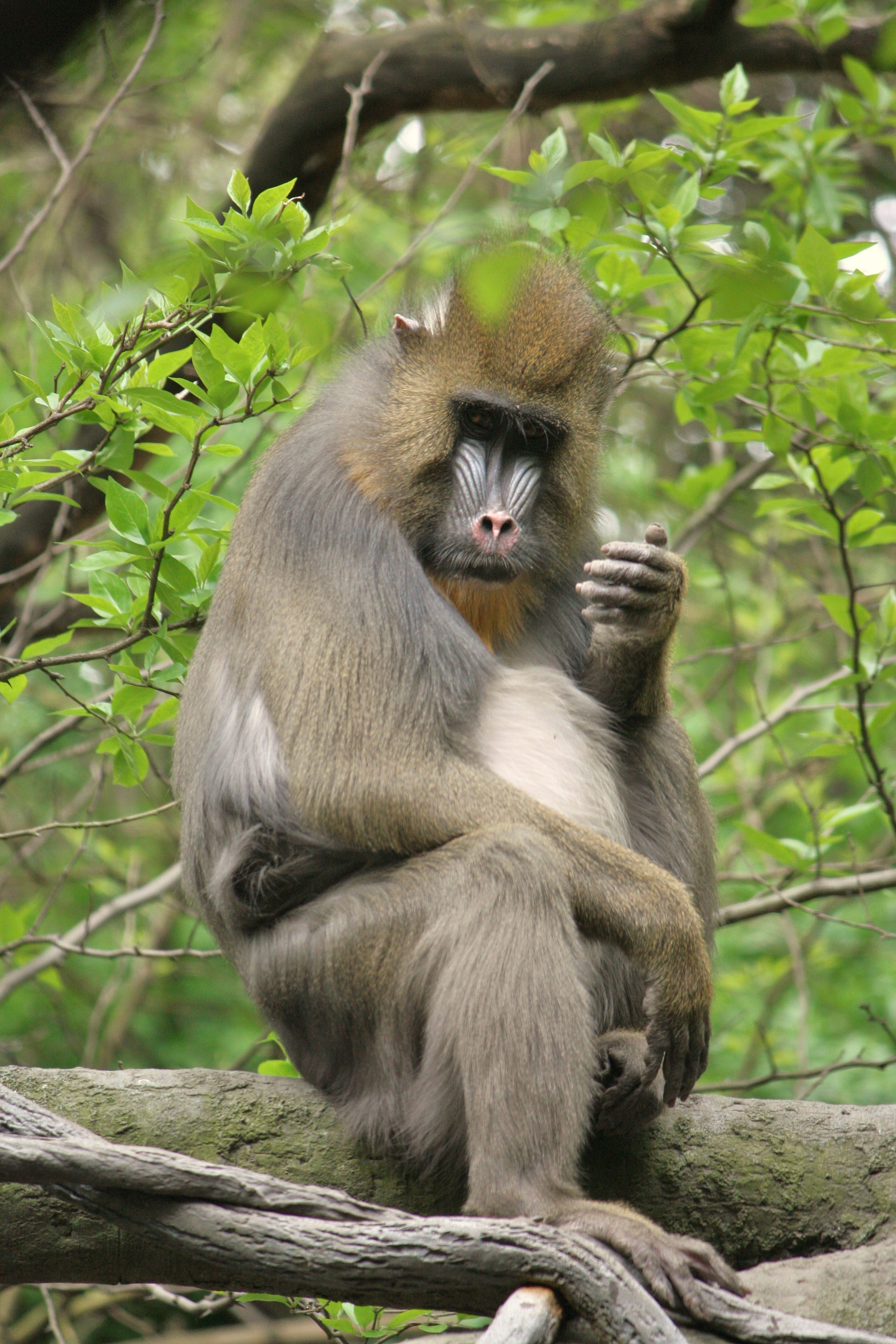
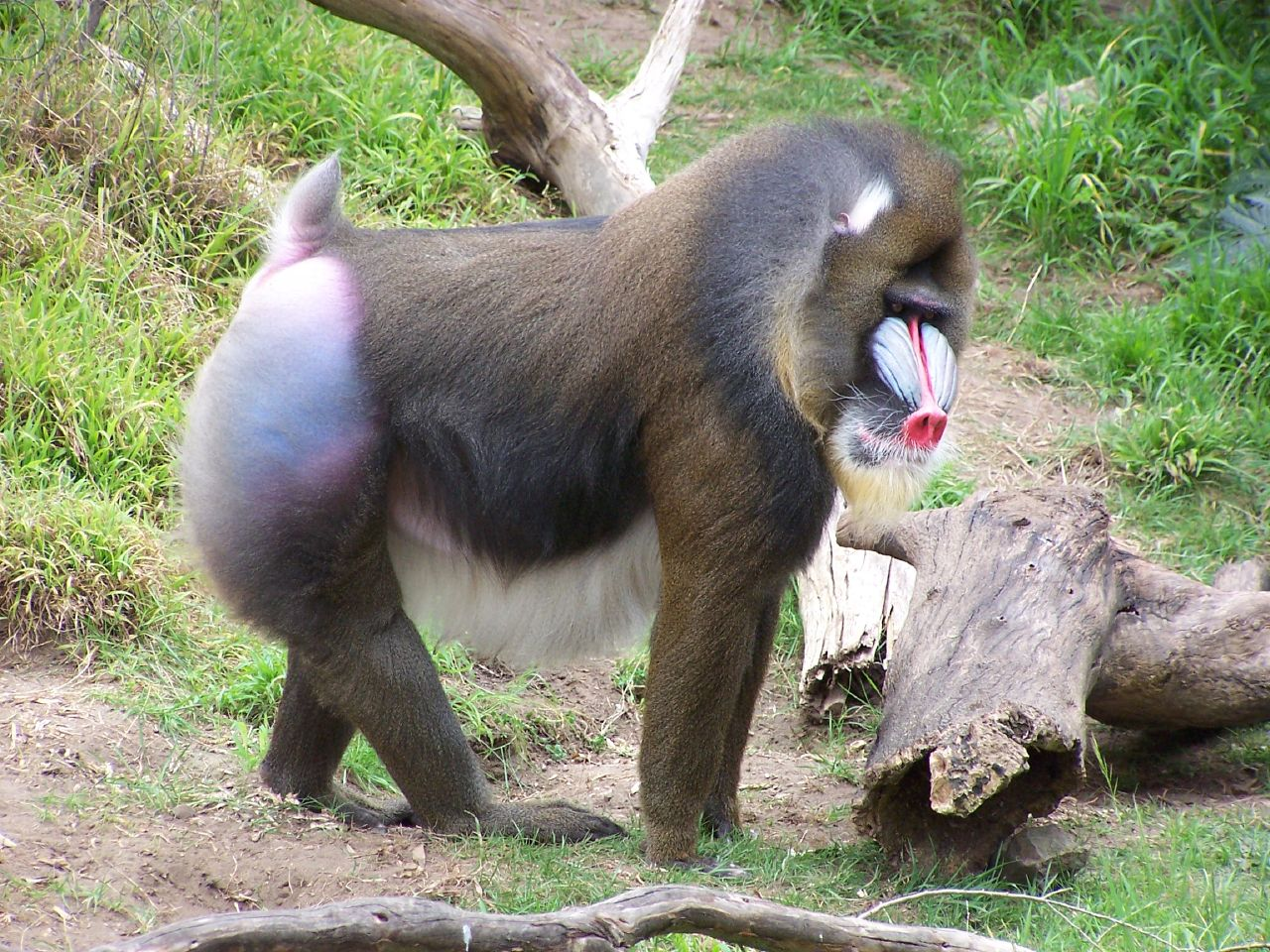
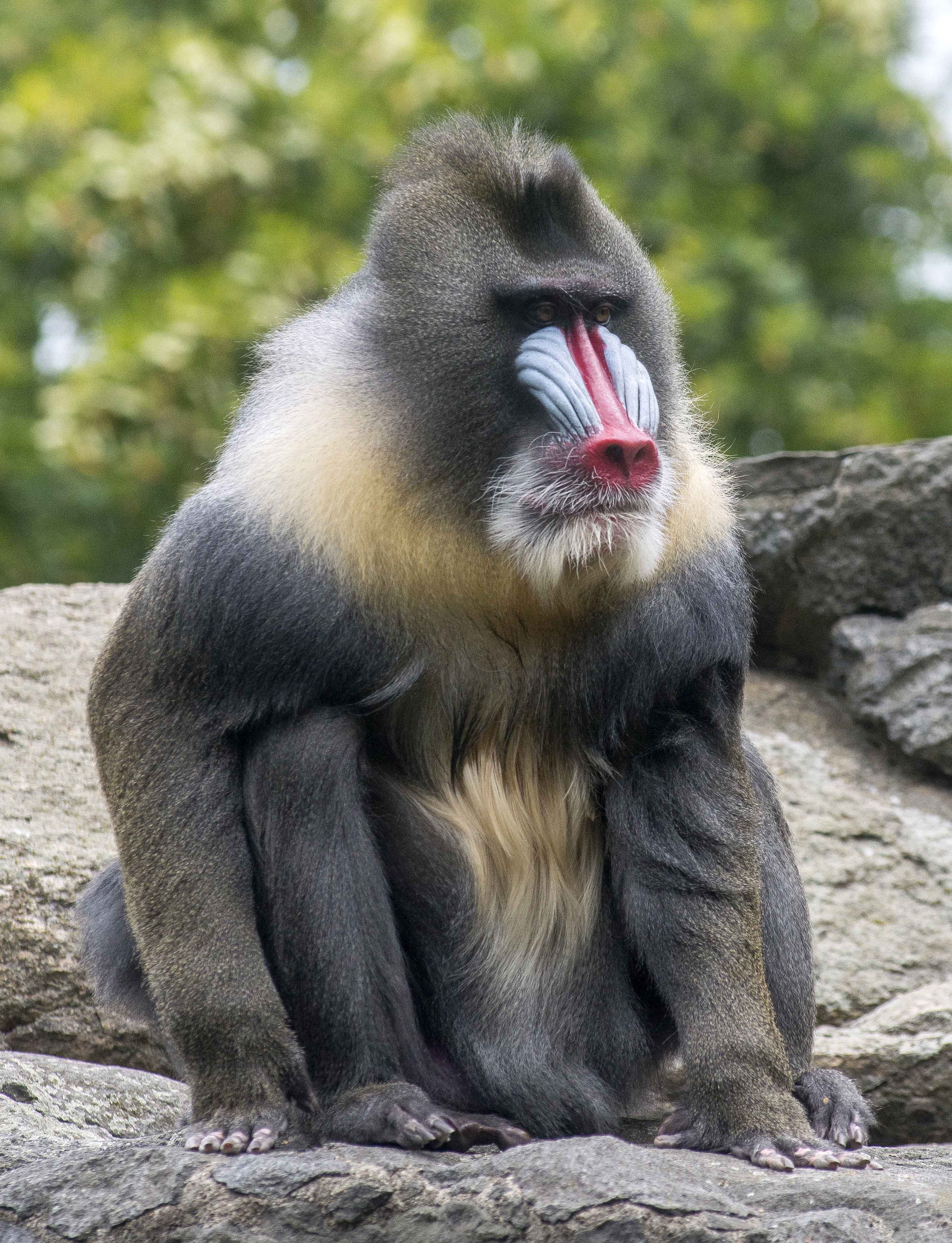
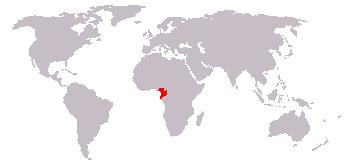
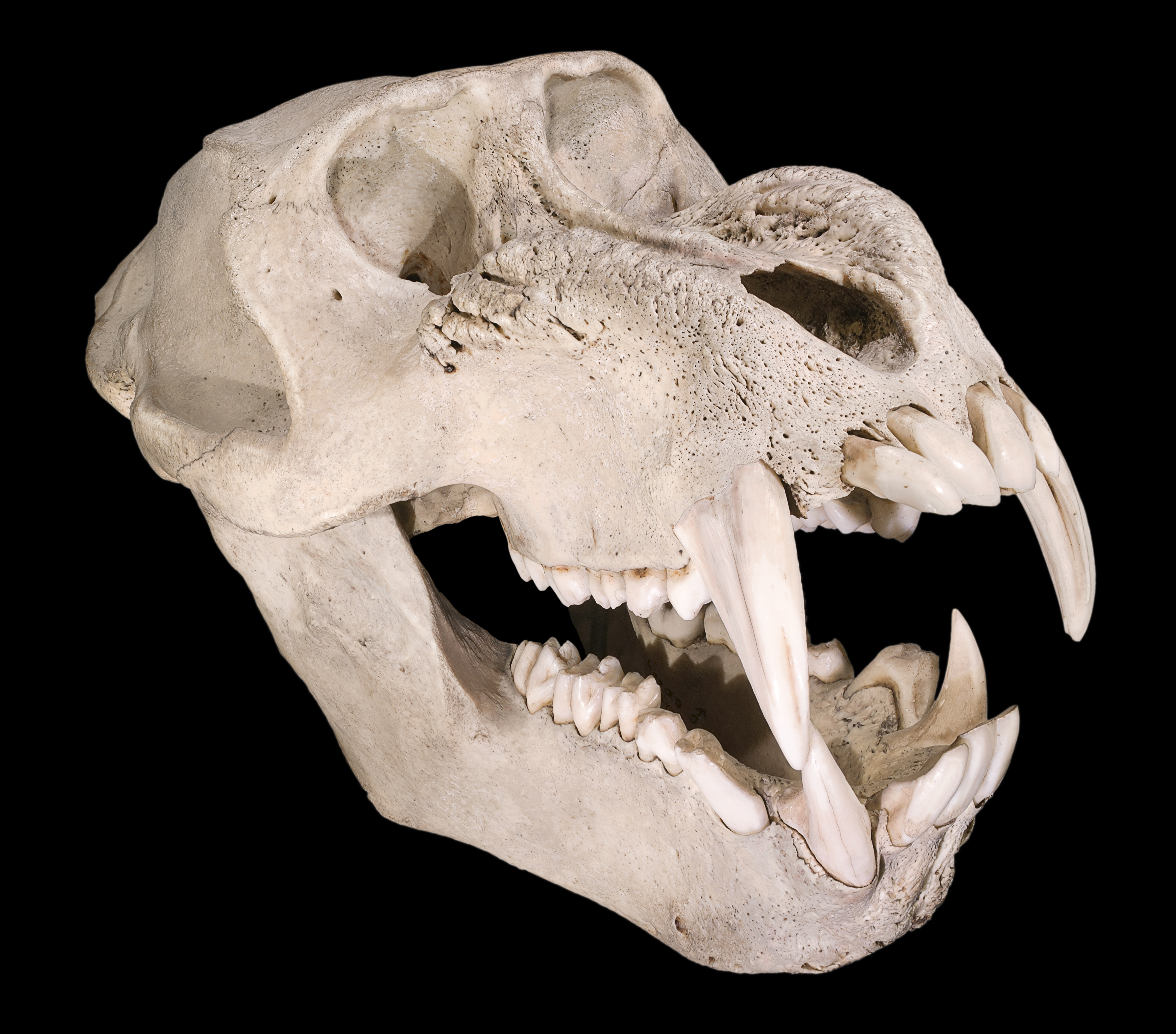
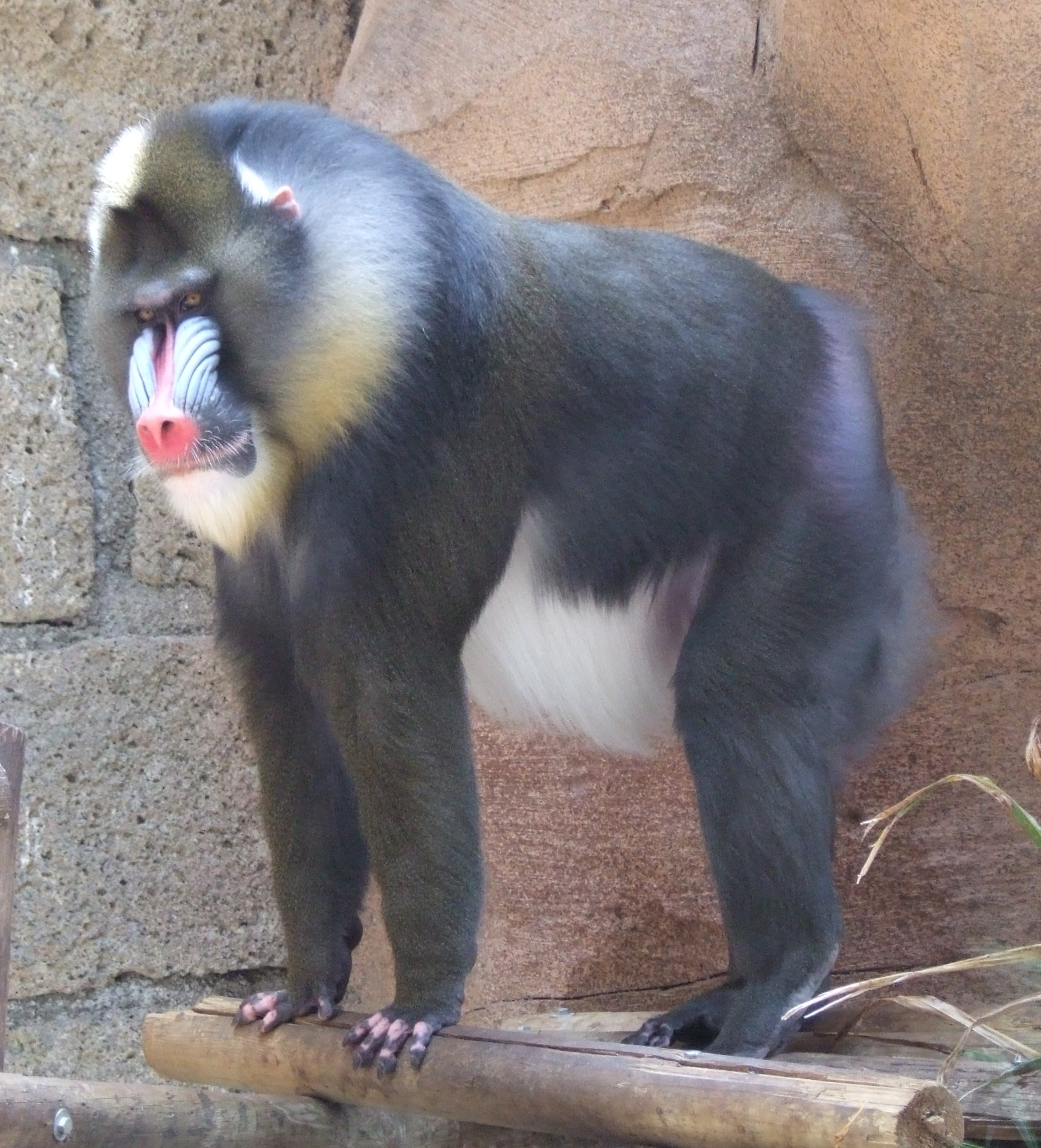
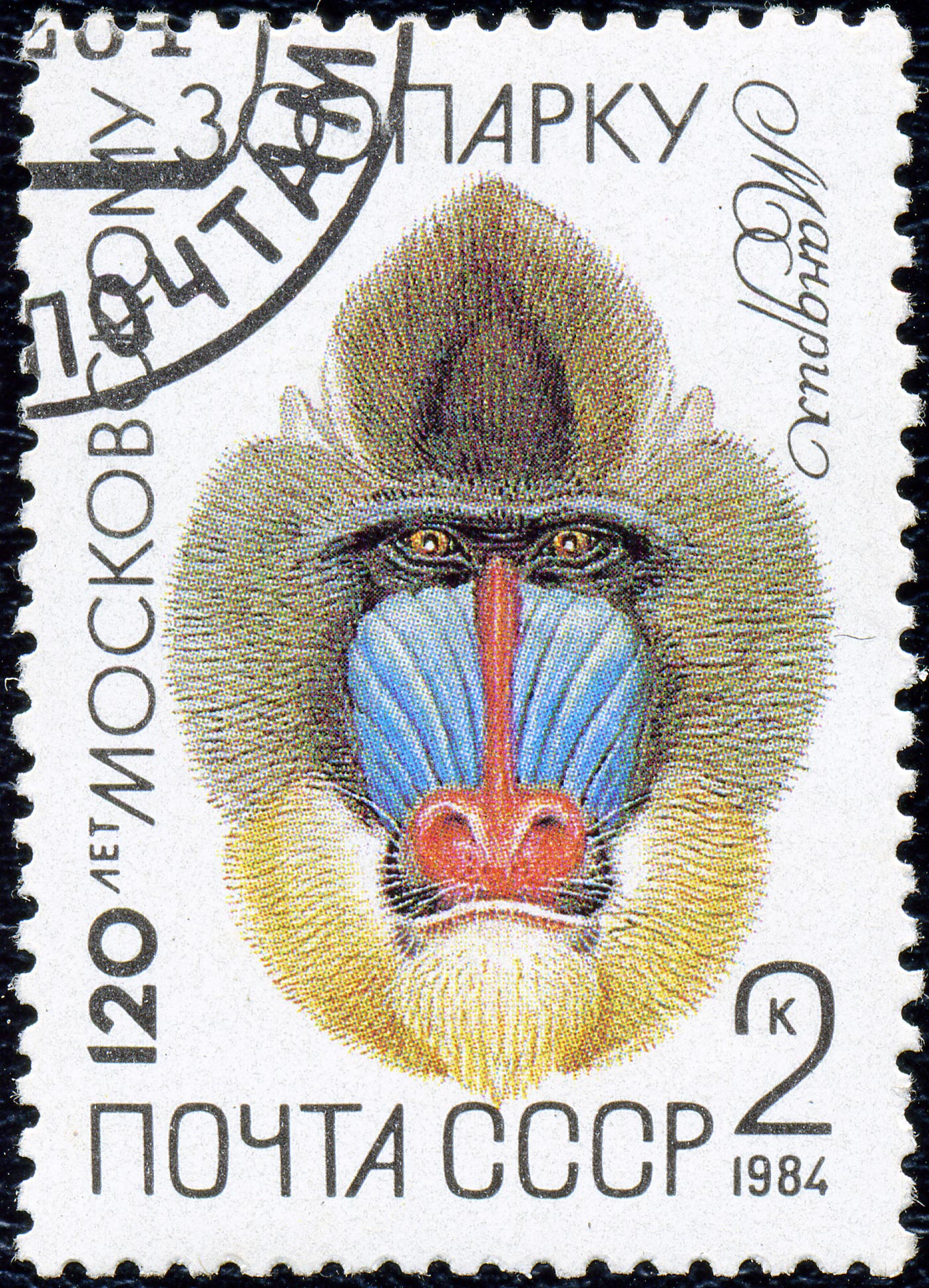